# National Center for Biotechnology Information
El Centre Nacional per a la Informació Biotecnològica (National Center for Biotechnology Information o NCBI) forma part de la National Library of Medicine (Biblioteca Nacional de Medicina) dels Estats Units, una branca dels National Institutes of Health (NIH) (Instituts Nacionals de Salut). Està localitzat a Bethesda, Maryland, i va ser fundat el 4 de novembre de 1988 amb l'objectiu de ser una font d'informació fonamental en el camp de la biologia molecular.
El NCBI s'encarrega d'emmagatzemar i actualitzar constantment la informació referent a seqüències genòmiques en el GenBank, de publicar un índex d'articles científics referents a biomedicina, biotecnologia, bioquímica, genètica i genómica en PubMed, i de realitzar una recopilació de malalties genètiques humanes en l'OMIM, a més d'altres recopilar dades biotecnològiques de rellevància en diverses bases de dades. Totes les bases de dades del NCBI estan disponibles en internet de manera gratuïta, i s'hi pot accedir usant el cercador Entrez. El NCBI ofereix a més algunes eines bioinformàtiques per a l'anàlisi de seqüències d'ADN, ARN i proteïnes; una de les eines més usades és BLAST.
El NCBI és dirigit per David Lipman, un dels autors del programa BLAST, que s'encarrega d'alineament de seqüències, i una figura molt respectada en el camp de la bioinformàtica. També coordina un programa d'investigació que inclou els grups dirigits per Stephen Altschul (un altre coautor del programa BLAST), i Eugene Koonin, un prolífic autor en genòmica comparativa.
El NCBI és el responsable de mantenir la base de dades del GenBank des de 1992, i mantenir intercanvi d'informació amb laboratoris i amb altres bases de dades on s'elaboren seqüències d'ADN com, per exemple, el Laboratori de Biologia Molecular d'Europa i la base de dades d'ADN que es desenvolupa al Japó.
Des de 1992, el NCBI ha anat proporcionant altres bases de dades a més de la del GenBank sobre: 
- Herència mendeliana
- Estructures de la proteïna en tres dimensions
- Seqüència de gens, el mapa del genoma humà,
- Anatomia del genoma del càncer, coordinant la recerca amb l'Institut Nacional del Càncer
- Taxonomia biològica, assignant un identificador únic (nombre d'identificació taxonòmic) a cada espècie d'éssers vius.